# Allophyes occulta
Allophyes occulta är en fjärilsart som beskrevs av Harper 1961. Allophyes occulta ingår i släktet Allophyes och familjen nattflyn. Inga underarter finns listade i Catalogue of Life.